# Globe Arena (Morecambe)
Globe Arena è lo stadio del Morecambe Football Club, situato a Morecambe in Inghilterra, prende il nome da Globe Construction, l'azienda che lo ha costruito. L'edificio ospita inoltre una palestra ed una biglietteria. L'edificio ha sostituito il Christie Park, costruito nel 1921.

## Storia

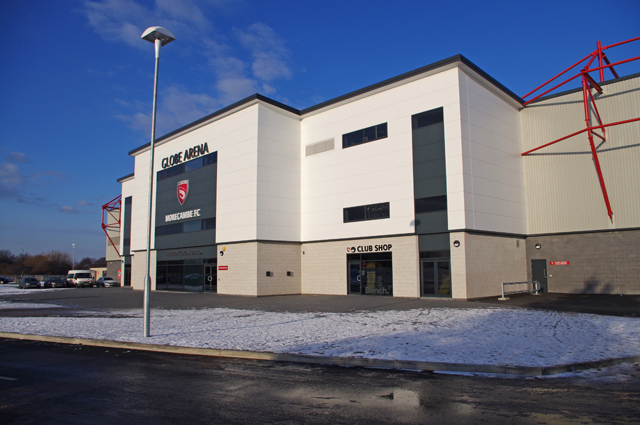
Lo stadio

I lavori inizialmente dovevano iniziare il 9 maggio 2009, ma iniziarono a settembre dello stesso anno, a novembre 2009 era visibile la tribuna, all'inizio del 2010 le altre tre tribune e a maggio avevano seminato il campo.
Inizialmente lo stadio doveva essere usato per la stagione 2009-2010, ma, grazie a ritardi, si è iniziato ad usarlo solo per la stagione 2010-2011.
Nell'estate del 2010 si dovevano giocare tre partite ma non se ne giocò nessuna e la prima partita fu con Coventry City Football Club, in coppa il 10 agosto, partita vinta dal Morecambe 2-0.